# Gamelan semar pegulingan

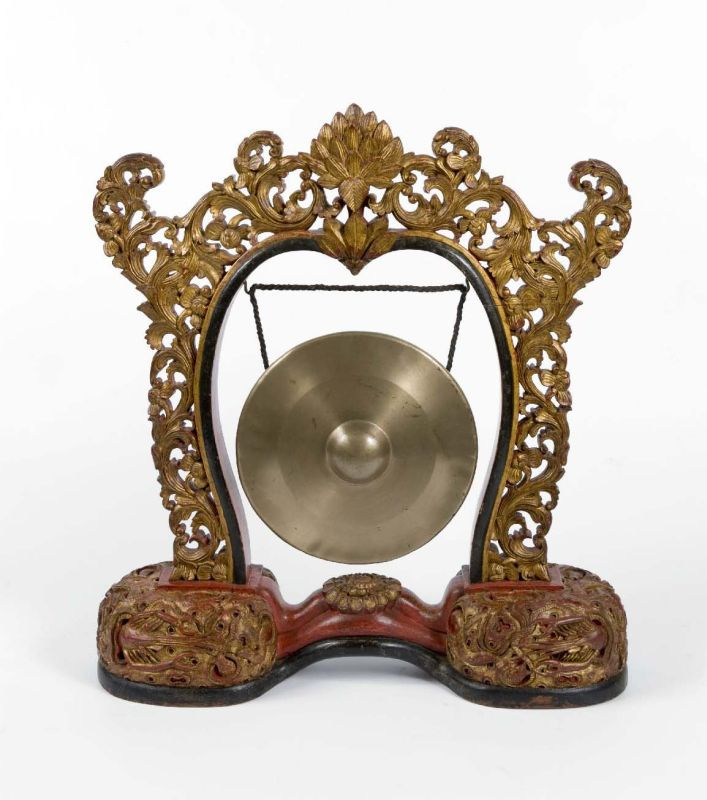
Gamelan semar pegulingan.

El gamelan semar pegulingan és una antiga varietat de gamelan balinès. Datat de voltants del segle xvii, és més dolç i íntim que el conjunt més modern i popular anomenat gamelan gong kebyar. El semar pegulingan prové d'un conjunt antic de flautes anomenat gamelan gambuh que utilitza una escala de set tons. El semar pegulingan utilitza aquesta mateixa escala de set tons, la qual cosa li permet tocar diversos pathet (modes). El terme "semar" fa referència al Déu hindú de l'amor i "pegulingan" vol dir quelcom similar a "reposant". Originalment es tocava a prop dels dormitoris del palau per adormir al rei i a les seves concubines. El conjunt inclou sulings, diversos petits instruments de percussió, com campanes i cròtals, i trompong - una fila de petits gongs que toquen la melodia.
Un tipus similar de conjunt, el gamelan pelegongan, substitueix el trompong per un parell de gender rambat, amb els quals s'interpreta la melodia principal ornamentada (payasan). Aquest conjunt té per funció acompanyar un conjunt de danses conegudes com a legong.
A l'època medieval deBali (1700-1906), el gamelan semar pegulingan era part important de les corts balineses. Acompanyava rituals de la cort i danses pendet a les cerimònies del temple, i també servia per relaxar a la família reial quan es tocava als vespres al santuari interior del palau. Queden molt pocs gamelans d'aquest tipus a Bali. Aquesta orquestra es fa servir sobretot per tocar peces instrumentals, ja que el repertori amb dansa es va perdre. L'orquestra inclou sarons jongkok, un joc de campanes en forma d'arbre gentorag, campanes tubulars anomenades gumanak i un kempyung, tots típics dels gamelans de la cort.

## Discografia
- (1972/gener 28, 2003). Indonesia: Bali: Gamelan Semar Pegulingan: Gamelan of the Love God. Nonesuch Explorer Series. Recorded in Teges Kanyinan, Pliatan, Bali by Robert E. Brown.
- (2009). Bali: Semara Pagulingan: Antique Balinese Court Gamelan. Mekar Bhuana. Gravat a Sanur, Bali per Vaughan Hatch (Antida Studio).